# Laurențiu Popescu
Iulian Laurențiu Popescu (sinh ngày 18 tháng 1 năm 1997) là một cầu thủ bóng đá người România thi đấu cho Universitatea Craiova ở vị trí thủ môn.